# 本多延嘉
本多 延嘉（ほんだ のぶよし、1934年〈昭和9年〉2月6日 - 1975年〈昭和50年〉3月14日）は、日本の新左翼活動家。革命的共産主義者同盟全国委員会（中核派）の最高指導者。

## 経歴
1934年（昭和9年）2月6日、本多延嘉は東京都神田区神田和泉町に生まれる。父は全逓労働者で、旧浅草区鳥越で育つ。柳北小学校に入学。太平洋戦争中は、一家で埼玉県北足立郡足立町（現志木市）に疎開。同地で宗岡小学校を卒業。
1946年（昭和21年）4月、 旧制埼玉県立川越中学校（現・埼玉県立川越高等学校）入学。中学生で日本共産党の青年組織・青年共産同盟（のちの日本民主青年同盟）に加盟。川越高等学校で共産党に入党する。
1953年（昭和28年）4月、は早稲田大学第二法学部に入学する。
1954年（昭和29年）4月、 早稲田大学第一文学部国史学科に転入学（1958年（昭和33年）中退）。
その後、『早稲田大学新聞』の編集長として精力的に活動し、早大新聞、共産党早大細胞（当時400名）の指導的地位を占める。
本多延嘉は1956年（昭和31年）の「ハンガリー動乱」に衝撃を受け、既成の日本共産党の組織および理論・路線を「スターリニズム」として決別し、1957年（昭和32年）の末に 黒田寛一の「弁証法研究会」に参加する。さらに「日本トロツキスト連盟」（トロ連）結成に参加した。
1958年（昭和33年）、「日本トロツキスト連盟」が発展して結成された「革命的共産主義者同盟」の内部で黒田らと「革命的マルクス主義グループ（RMG）」を形成し「トロツキズムを乗り越えた」と称する「反スターリン主義派」として、国際革命組織第四インターナショナルへの革共同の加盟を主張する西京司(大屋史郎、沢村義雄)らの組織内「トロツキスト派」と対立した。
1959年（昭和34年）に黒田による共産党の情報を警視庁に売ろうとしたスパイ事件が発覚する（いわゆる「黒田・大川スパイ問題」）。
本多は一貫して黒田を弁護し、同年8月の革共同第1回大会で除名された黒田の後を追って、他のRMGのメンバーとともに革共同を脱党。
8月31日、黒田とともに「革命的共産主義者同盟全国委員会」を結成し、黒田は議長、本多は書記長に就任する。
1962年（昭和37年）の革共同第3回全国委員会総会で、本多が起草した議案の「党建設方針」や「労働運動方針」をめぐって、黒田との理論的対立が表面化する。
1963年2月に黒田派が組織から離党し、黒田は「日本革命的共産主義者同盟革命的マルクス主義派」（革マル派）を結成する。
その後、本多派の全国委員会本体は「中核派」と称されるようになる。これは、革共同の学生組織である「マルクス主義学生同盟」は、逆に本多派が分裂し「マルクス主義学生同盟中核派」を名乗ったためである。
1969年（昭和44年）4月27日、沖縄デー事件に絡んで破防法個人適用を受けて逮捕され（予備・陰謀容疑）、1971年（昭和46年）3月に保釈された。
1975年（昭和50年）3月14日未明、埼玉県川口市の自宅アパートで就寝中、革マル派の襲撃を受け殺害される（中核派書記長内ゲバ殺人事件）。41歳没。

## 編著書
- 『勝利に向かっての試練』前進社、1967年1月1日。ASIN B000J9KFCU。
- 『本多延嘉著作選』 全7巻、前進社〈前進社デジタルアーカイブ〉、2016年7月27日。ISBN 9784881391440。